# Pierre Gonord
Ne doit pas être confondu avec Pierre Gonnord.
Pierre Gonord est un graveur français actif entre 1755 et 1777.
En 1755, il aurait obtenu un prix à l’école de dessin de Rouen.
On lui attribue l’invention d’une machine à graver en manière de crayon. En réalité elle fut inventée par Jean-Charles François (1717–1769), graveur lorrain auteur des Principes de dessein faciles et dans le goût du crayon (Lyon, 1748). Elle fut rapidement imitée et perfectionnée par Gilles Demarteau. Puis l'ingénieur Alexis Magny (1711–95) qui avait mis au point les outils pour François s’associa en 1761 avec Gonord et ils s'en attribuèrent la découverte.
Son fils François Gonord fut peintre de miniature sur porcelaine ou ivoire.

## Œuvres
On connaît de Gonord trois académies de femme dessinées par Cochin et gravées par lui « au lavis, d'après le nouvel art du sieur Magny »
- Portrait de Jean-Denis Lempereur, ancien échevin de la ville de Paris, dessiné par Charles-Nicolas Cochin et gravé par Pierre Gonord en 1761, Louvre, département des Arts Graphiques[3] et Bibliothèque de l'école nationale supérieure des Beaux-Arts[4],[5].
- Deux portraits d'homme vu de profil, dessins, Bibliothèque de l'école nationale supérieure des Beaux-Arts[6],[7]